# Cauday
Cauday ist ein Dorf im Nordwesten von Peru und liegt in der Region Cajamarca. Als centro poblado – der untersten Verwaltungseinheit in Peru – gehört es zum Distrikt Condebamba in der Provinz Cajabamba. Cauday ist zudem der Hauptort und Verwaltungssitz von Condebamba.
Der Ort befindet sich auf einer Höhe von 2828 m in der Landschaftsregion Sierra, dem peruanischen Andenhochland. Er ist über Gemeindestraßen mit den umliegenden Siedlungen verbunden. Etwa sechs Kilometer südwestlich des Dorfzentrums verläuft die Nationalstraße PE-3N. Sie ist eine wichtige Nord-Süd-Verbindung durch die Sierra.
Im Jahr 1922 wurde Cauday unter der Schreibweise „Caudai“ in einem peruanischen Ortslexikon erwähnt. Am Ort bestand zu jener Zeit die Hacienda Caudai, ein halbfeudal geführtes Landgut. Damals wurden 1620 Einwohner gezählt. Beim Zensus 2017 hatte Cauday 685 Einwohner, darunter 304 Männer und 381 Frauen.